# Liste der Kulturgüter in Reiden
Die Liste der Kulturgüter in Reiden enthält alle Objekte in der Gemeinde Reiden im Kanton Luzern, die gemäss der Haager Konvention zum Schutz von Kulturgut bei bewaffneten Konflikten, dem Bundesgesetz vom 20. Juni 2014 über den Schutz der Kulturgüter bei bewaffneten Konflikten sowie der Verordnung vom 29. Oktober 2014 über den Schutz der Kulturgüter bei bewaffneten Konflikten unter Schutz stehen.
Objekte der Kategorien A und B sind vollständig in der Liste enthalten, Objekte der Kategorie C fehlen zurzeit (Stand: 1. Januar 2023). Unter übrige Baudenkmäler sind zusätzliche Objekte zu finden, die im kantonalen Denkmalverzeichnis verzeichnet und nicht bereits in der Liste der Kulturgüter enthalten sind. 

## Kulturgüter
| Foto |                                                                                                | Objekt                                                              | Kat. | Typ | Standort                                      | Beschreibung |
| ---- | ---------------------------------------------------------------------------------------------- | ------------------------------------------------------------------- | ---- | --- | --------------------------------------------- | ------------ |
| BW   | Datei hochladen · Wikidata zu Eisenzeitliche-römische Siedlung Brätschellenberg (Q120767075)   | Brätschellenberg, eisenzeitliche-römische Siedlung KGS-Nr.: 00139   | A    | F   | Brätschelleberg 638584 / 232098               |              |
| ja   | Datei hochladen · Wikidata zu Ehemalige Johanniterkomturei (jetzt Pfarrhaus) (Q29785783)       | Ehemalige Johanniterkomturei (jetzt Pfarrhaus) KGS-Nr.: 03865       | B    | G   | Kommende 1.1 640487 / 232646                  |              |
| ja   | Datei hochladen · Wikidata zu Katholische Kirche St. Bartholomäus und St. Johannes (Q29785785) | Katholische Kirche St. Bartholomäus und St. Johannes KGS-Nr.: 03866 | B    | G   | Hauptstrasse 20 640400 / 232640               |              |
| BW   | Datei hochladen · Wikidata zu Speicher Blum (Q29785788)                                        | Speicher Blum KGS-Nr.: 03867                                        | B    | G   | Richenthal, Guggerstrasse 2.9 637651 / 230035 |              |
| ja   | Datei hochladen · Wikidata zu Katholische Kirche St. Cäcilia (Q29785786)                       | Katholische Kirche St. Cäcilia KGS-Nr.: 03868                       | B    | G   | Richenthal, Dorfstrasse 2.2 638461 / 229940   |              |
| BW   | Datei hochladen · Wikidata zu Jungpaläolithische Freilandstation Stumpen (Q29522478)           | Stumpen, jungpaläolithische Freilandstation KGS-Nr.: 09590          | B    | F   | Stumpe 640220 / 233850                        |              |

## Übrige Baudenkmäler
| ID   | Foto |                 | Objekt                                   | Typ | Standort                                          | Beschreibung |
| ---- | ---- | --------------- | ---------------------------------------- | --- | ------------------------------------------------- | ------------ |
| 4b   | BW   | Datei hochladen | Speicher Hinterlinig                     | G   | Richenthal, Hinterlinig 1.5 636803 / 228140       |              |
| 5b   | BW   | Datei hochladen | Speicher Vorderlinig                     | G   | Richenthal, Vorlinig N.N. 637119 / 228450         |              |
| 10d  | BW   | Datei hochladen | Speicher Renzligen                       | G   | Richenthal, Renzligen 2.2 636257 / 229106         |              |
| 22   | BW   | Datei hochladen | Ausstattung der alten Kirche St. Maria   | S   | Langnau bei Reiden, Kirchweg N.N. 639745 / 231268 |              |
| 40   | ja   | Datei hochladen | Pfarrhaus                                | G   | Richenthal, Dorfstrasse 2 638484 / 229961         |              |
| 101  | ja   | Datei hochladen | Gut-Hirt-Kapelle beim ehemaligen Kurhaus | G   | Richenthal, Hueb N.N. 637927 / 228645             |              |
| 202a | ja   | Datei hochladen | Speicher Schafmatt                       | G   | Reidermoos, Schafmatt N.N. 641099 / 233918        |              |

Legende: Siehe Legende der Liste der Kulturgüter von nationaler und regionaler Bedeutung. Anstelle der KGS-Nummer wird als Objekt-Identifikator (ID) die Gebäudenummer im kantonalen Denkmalverzeichnis verwendet.